# Slab

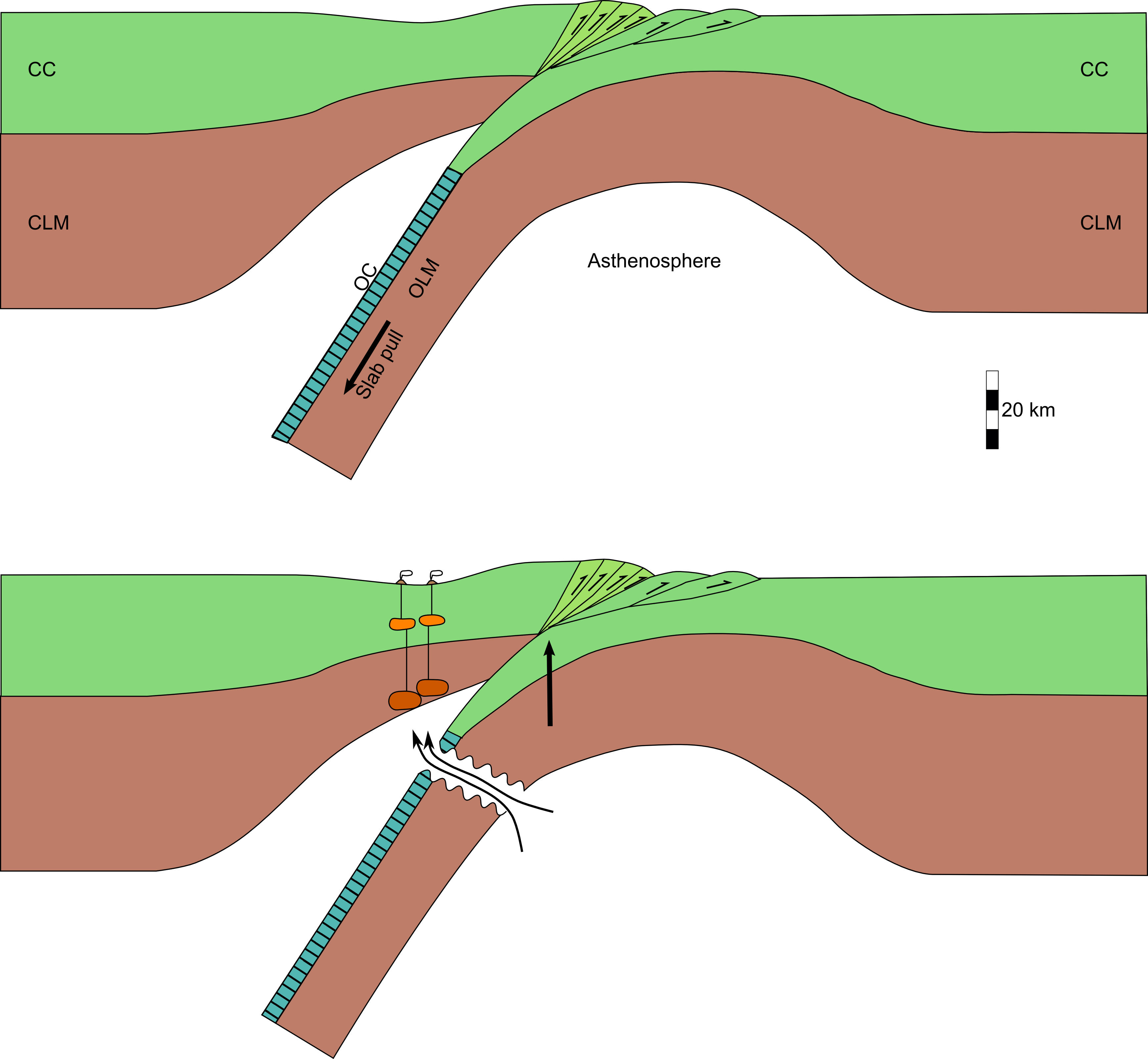
Schéma représentant une.

Un slab ou plaque plongeante, en tectonique des plaques, est la partie d'une plaque lithosphérique engagée dans une subduction.

## Description
Un slab est défini et reconnu par :
- une importante sismicité distribuée dans un plan appelé plan de Wadati-Benioff (du nom des deux sismologues qui l'ont découvert).
- une température plus faible que la lithosphère et l'asthénosphère alentour, à profondeur identique (anomalie thermique repérable par la technique de la tomographie sismique).

La caractérisation des modes de subduction (régime tectonique du slab, plissements, épaisseur du prisme d'accrétion/profondeur de la fosse) est effectuée par rapport à la géométrie de la plaque plongeante en profondeur (conditionnées par le pendage qui est fonction de son âge, la largeur du slab et la longueur du segment qui plonge…) ainsi que par le déplacement de la fosse océanique (avancée ou retrait du slab) que la subduction génère. Les slabs étroits (600 km) ont des vitesses de retrait
rapides, sont courbes et concaves, et sont préférentiellement associés à des extensions arrière-arc et à de forts pendages
du slab (ex : Nouvelle Bretagne, Nouvelles Hébrides, Sandwich). Les slabs de largeur intermédiaire sont plutôt stationnaires , rectilignes et à faible pendage. Les slabs les plus larges (milliers de km) montrent un mode de déformation mixte lié au contraste entre les courbures de leurs bordures (retrait rapide et concaves) et leurs parties centrales (stationnaires et rectilignes), généralement associés aux compressions arrière-arc (ex : Pérou-Chili, Japon).
Les effets les plus importants de la subduction d'un slab sur son environnement sont les suivants : 
- l'hydratation du manteau de la plaque chevauchante qui peut être océanique (ex : Mariannes, Antilles) ou continentale (ex : Japon, bordure Est-Pacifique). En effet, le slab plongeant vers le manteau inférieur se déshydrate progressivement et les fluides libérés percolent le coin de manteau sus-jacent qu'ils alimentent en éléments provenant de la croûte subduite et de ses sédiments.
- la modification de l'équilibre isostatique
- l'apparition d'un volcanisme qui présente la double signature géochimique de la croûte océanique subduite et du coin de manteau sus-jacent. Ce volcanisme est de type calco-alcalin, fréquemment explosif (éruptions peléennes ou pliniennes). Les laves des zones de subduction (basaltes, andésites, dacites) sont dans l'ensemble sursaturées en silice et systématiquement riches en minéraux hydroxylés. Les volcans des zones de subduction forment des chaînes parallèles à la fosse de subduction, à une distance verticale moyenne de 110 kilomètres du toit du slab subduit. Ce volcanisme est alimenté par la fusion du coin de manteau sus-jacent au slab, à une température de 1 200 °C environ.
- l'ouverture ou la fermeture d'un bassin arrière-arc. Si la plaque lithosphérique subduite fait un angle supérieur à 50° alors c'est un régime extensif de ce bassin par contre si la plaque fait un angle inférieur à 50° le régime est compressif. (Attention, l'âge de la plaque n'a rien à voir avec le régime! Il est faux de dire qu'une plaque jeune implique un régime en compression ou inversement. Cela se vérifie uniquement pour quelques cas dans le monde ; exemple : les Mariannes.

À la profondeur de 650 km environ, le slab pénètre dans le manteau inférieur. Au cours de cette descente, le gabbro se transforme en des roches plus denses (métagabbro)  : grenatites (wadsleyite, ringwoodite, majorite) à partir de 400 km; pérovskite et magnésiowürstite à 650 km, qui permettra l'hydratation de la péridotite.

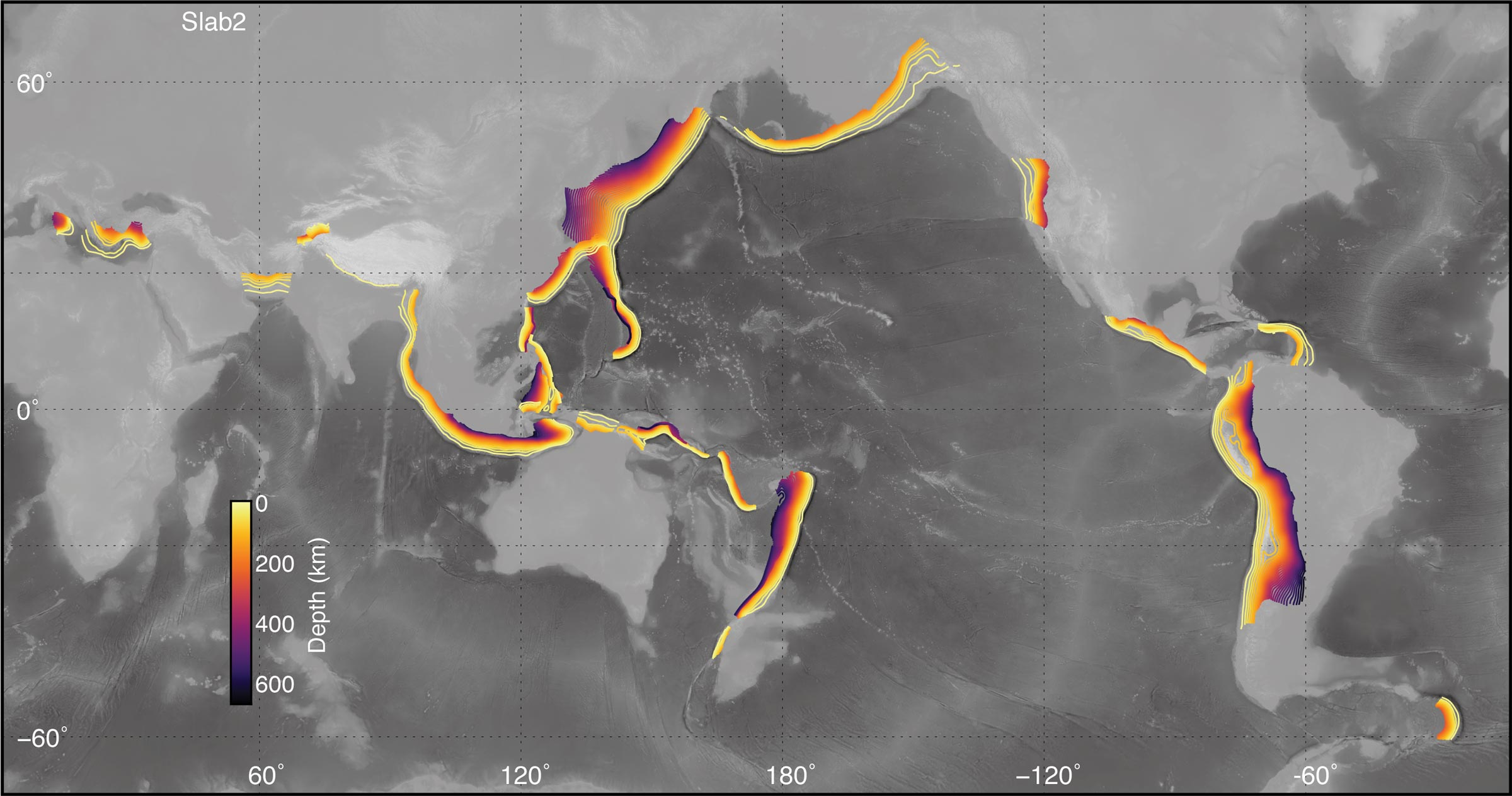
Carte des slabs subductés par profondeur (Gavin P. Hayes, USGS).